# Dragskott
Dragskott är en metod för att, inom sporter där klubba används, skjuta en puck, boll eller annat föremål.
Vid ett dragskott skjuter spelaren föremålet utan att klubban lämnar underlaget. Dragskott har fördelen att de har en högre precision än slagskott.

## Spelare kända för sina dragskott
- Jan Sandström